# Fédération des travailleurs des industries du livre, du papier et de la communication CGT
La Fédération des travailleurs des industries du livre, du papier et de la communication (FILPAC-CGT) est une fédération professionnelle de la Confédération générale du travail qui rassemble les syndicats de l'impression de l'édition, de la presse du papier et de la communication. Elle organise notamment les ouvriers de la presse parisienne au sein du puissant Syndicat du livre. 
Au niveau international, elle est affiliée à l'UNI et à l'IndustriALL global union.

## Lien
- Site officiel